# Де Влигер, Герт
Герт де Влигер (нидерл. Geert De Vlieger; родился 16 октября 1971 года в Дендермонде, Бельгия) — бельгийский футболист, известный по выступлениям за «Мускрон», «Андерлехт» и сборную Бельгии. Участник чемпионата мира 2002, а также чемпионата Европы 2000.

## Клубная карьера
Герт начал карьеру в 1989 году в клубе «Беверен». За шесть сезонов де Влигер выиграл конкуренцию за место в основе и провел за клуб 136 матчей. Летом 1995 года он перешёл в «Андерлехт». Он пришёл в команду в качестве дублера Филипа де Вильде, но после аренды в «Харельбеке» выиграл конкуренцию и получил приглашение в национальную сборную. После чемпионата Европы Герт перешёл в нидерландский «Виллем II». За четыре сезона в клубе он ни разу не уступил место своему конкуренту. В 2004 году Герт ушёл на повышение, подписав соглашение с английским «Манчестер Сити». За два сезона в клубе он ни сыграл ни одного матча, просидев за спиной Дэвида Джеймса. В 2006 году де Влигер вернулся на родину, где на протяжении двух сезонов защищал ворота «Зюлте-Варегем», а после ещё три провел в роли запасного вратаря в Брюгге. В брюссельской команде он завершил карьеру в 2011 году.

## Международная карьера
В 1999 году де Влигер дебютировал за сборную Бельгии.
В 2000 году он принял участие в домашнем чемпионате Европы. На турнире Герт был запасным вратарем и не провел ни одного матча.
В 2002 году де Влигер принял участие в первенстве мира. На турнире он сыграл в матчах против сборных России, Туниса, Японии и поединке 1/8 финала против будущих чемпионов сборной Бразилии. Сразу после мундиаля он завершил карьеру в сборной.
За национальную команду Герт сыграл в 43 матчах.